# Le avventure di Super Mario (serie animata 1990)
Le avventure di Super Mario (The Adventures of Super Mario Bros. 3) è una serie televisiva a cartoni animati prodotta dallo studio statunitense DiC Entertainment e basata sul videogioco Super Mario Bros. 3. Secondo cartone basato sul franchise di Mario dopo Super Mario, in Italia è andato in onda su Italia 1 (nel contenitore Ciao Ciao) insieme alla prima serie con il titolo Super Mario. Fu poi trasmesso per proprio conto su Fox Kids con il titolo Le avventure di Super Mario, per poi essere replicato su Frisbee. Dal 2013 la serie è andata in onda su Planet Kids col titolo Super Mario Bros.

## Trama
Mario e Luigi, i due celebri idraulici italo-americani, sono ormai divenuti gli eroi del "Regno dei Funghi", un surreale mondo parallelo dove i due fratelli possiedono particolari superpoteri. Con l'aiuto della Principessa Amarena (Peach), Mario e Luigi dovranno combattere i piccoli mostri ai comandi del perfido re Attila (Bowser) e i suoi sette figli: Cucci Pucci, Dentolino, Bully, Cippi, Kooky, Hip e Hop (in originale: Wendy, Morton, Roy, Larry, Ludwig, Lemmy e Iggy). Bowser è alla guida del suo vascello volante, i suoi figli possiedono delle bacchette magiche, Mario usa i power-up del titolo su cui è basata la serie e compaiono i nemici tipici di questo titolo, come i Martelkoopa, le Bob-ombe, i Twomp, le piante piranha e i pesci Smack, anche se non compaiono alcuni classici nemici di Mario come i Koopa Troopa.

## La serie
A differenza della serie precedente, questa non contiene segmenti in live action. L'ambientazione non cambia nel corso degli episodi, svolgendosi esclusivamente nel Regno dei Funghi e in certe occasioni anche in città reali come New York, Londra, Venezia e Parigi, e ad aiutare Re Attila (in inglese Koopa) stavolta ci sono i Bowserotti, qui identificati come suoi figli. Mario usa i power-up del titolo su cui è basata la serie e compaiono i nemici tipici di questo titolo, come i Martelkoopa, le Bob-ombe, i Twomp, le piante piranha e i pesci Smack.

## Doppiaggio
| Personaggio                  | Doppiatore originale | Doppiatore italiano |
| ---------------------------- | -------------------- | ------------------- |
| Mario                        | Walker Boone         | Tony Fuochi         |
| Luigi                        | Tony Rosato          | Enrico Carabelli    |
| Re Attila                    | Harvey Atkin         | Antonio Paiola      |
| Amarena                      | Tracey Moore         | Alessandra Karpoff  |
| Ughetto                      | John Stocker         | Veronica Pivetti    |
| Hop (Iggy)                   | Tara Strong          | Tullia Piredda      |
| Hip (Lemmy)                  | Stuart Stone         | Donatella Fanfani   |
| Cucci Pucci (Wendy O. Koopa) | Tabitha St. Germain  | Graziella Porta     |
| Dentolino (Morton Koopa Jr.) | Gordon Masten        | Paolo Marchese      |
| Cippi (Larry)                | James Rankin         | Enrico Maggi        |
| Kooky (Ludwig Von Koopa)     | Michael Stark        | Paolo Torrisi       |
| Bully (Roy)                  | Dan Hennessy         | Giorgio Melazzi     |

## Episodi
1. I terribili guerrieri ninja
Bowser incarica ai suoi figli di catturare un principe gigante per trasformarlo in barboncino. Super Mario e il suo gruppo riescono a impedire il piano diabolico di Bowser.
2. Rettili alla Casa Bianca
Oggi è il compleanno di Wendy, figlia di Bowser. Il regalo che vorrebbe è l'America. Super Mario e il suo gruppo riescono a impedire questo secondo piano diabolico.
3. Attenti alla regina mummia
Lemmy e Iggy, figli di Bowser, rubano il sarcofago di una mummia in un sotterraneo egiziano. La regina mummia rapisce Mario perché somiglia molto al suo sarcofago della mummia. Questa volta tocca al fratello Luigi e al resto del gruppo risolvere questa situazione.
4. Bellezza Cucci Pucci
Larry, figlio di Bowser, trasforma sua sorella Wendy in una donna umana. Questo è un loro piano diabolico per tendere una trappola a Mario e Luigi. Riuscirano a liberarsi da questa situazione?
5. Il regno dei funghi
Bowser e la principessa Peach si sfidano in una competizione di voti per scoprire chi governerà il Regno dei Funghi. Bowser però imbroglia nel vincere questa competizione. Mario e Luigi intuiscono che Bowser deve aver usato una pozione per vincere la competizione.
6. Un imbroglio per papà
Bowser e Larry ingannano Mario e il suo gruppo sul fatto di traslocare in un altro mondo. Però, sarà Mario ad avere la meglio sui due cattivi.
7. Vacanze hawayane
Il dottore del Regno dei Funghi ha chiesto alla principessa Peach di prendersi una vacanza alle Hawaii. Bowser, venendo a sapere questo fatto, manda il figlio Ludwig a creare un robot identico alla principessa in modo che possa manipolare Mario e Luigi.
8. Bambini a spasso nel tempo
Ludwig ha costruito una macchina che trasforma le persone in neonati. Riesce a compiere quest'impresa su Mario e il suo gruppo. Tuttavia, essi tornarono normali e riescono a impedire il rapimento della principessa Peach.
9. Madzilla
Wendy e Morton abbandonano il gruppo Koopa per colpa del loro padre. Usano un mostro drago facendogli credere che sia il loro padre biologico. Questo mostro scatena il panico nella città, ma viene fermato da Super Mario. Dopo questo, Wendy e Morton tornano al gruppo Koopa.
10. Lotta per i soldi
Toad crede che del denaro per l'orfanotrofio sia stato rubato da Bowser. Così, per riavere i soldi, organizza una lotta di Wrestling ingaggiando due suoi cugini forzuti. Tuttavia essi non possono partecipare alla lotta perché Larry li fa addormentare per conto di Bowser. Così Mario e Luigi partecipano alla lotta al loro posto. I loro avversari saranno i Martelloni Bros. Riusciranno a vincere questa lotta?
11. Oh, fratello!
Mario e Luigi si mettono a litigare per un motivo stupido. Sarà bersaglio facile per Bowser catturare uno dei due idraulici.
12. Le disavventure dell'idraulico
Bowser ingaggia il possente idraulico, idolo di Mario e Luigi, per rubare un tesoro che si trova in una fogna. Tuttavia, lo ha solo usato per raggiungere il tesoro. Mario e Luigi aiutano quindi il possente idraulico a recuperare il tesoro.
13. Ughetto apprendista stregone
Toad prende possesso di una bacchetta magica di un mago noto. I Koopa lo scoprono e la rubano e si mettono in competizione per chi la deve usare. Questa volta sarà il mago a risolvere la situazione.
14. Mario e Luigi baby sitter
Mario e Luigi sono costretti a fare da baby sitter a un bambino di 6 anni. Tuttavia, il bambino si dirige accidentalmente nel Regno dei Funghi per poi essere rapito dai Koopa. Riusciranno Mario e Luigi a salvare il bambino prima che sia troppo tardi?
15. Il ballo di Attila
Bowser vuole prendere possesso di un grammofono magico per controllare il Regno dei Funghi. Toccherà a Mario e il suo gruppo trovare il grammofono prima di Bowser.
16. Il concerto dei Milli Vanilli
Peach, Mario, Luigi e Toad vanno al concerto di una famosa band, i Milli Vanilli. Anche Wendy è una fan di questi, e per questo motivo li rapisce. Toccherà di nuovo a Mario e il suo gruppo salvare la band.
17. Aiuto! Gli alieni!
Degli abitanti del mondo reale si perdono nel Regno dei Funghi e un cittadino li scambia per alieni. Bowser e i suoi figli, venendo a sapere di questo fatto, rapiscono quegli abitanti. Toccherà a Mario e Luigi salvarli.
18. La principessa Sgombro
Mario finisce a Metropolis insieme al suo gruppo. Bowser vuole governarla così da diventare il re sovrano della Terra. Mario e il suo gruppo riescono a battere Bowser grazie all'aiuto di una principessa marina.
19. La scuola del crimine
Bowser e i suoi figli rapiscono un criminale del mondo reale. Bowser vuole fare in modo che quel bandito insegni ai suoi figli come essere criminali. Saranno Mario e Luigi a impedire questa missione diabolica.
20. Vita da cani
Lemmy e Iggy trasformano Luigi e un governante in cani pagando un accalappiacani per catturarli. Luigi e il governante, a causa dell'assenza di Mario, riusciranno a impedire che quei due Koopa combinino guai?
21. Sempre più in alto
Ludwig ha creato una macchina che fa volare qualunque cosa tocchi. Grazie a questa macchina, riesce a catturare Mario e Luigi e in questo modo lui e Bowser avrebbero rapito facilmente la principessa Peach. Riusciranno Mario e Luigi a impedire questo folle rapimento?
22. I sette continenti
Bowser rapisce la principessa Peach e ordina ai suoi figli di conquistare i continenti del mondo reale. Ludwig costruisce una macchina per bloccare ogni accesso a un tubo. Questa missione pare facile per i cattivi, ma la principessa Peach fa esplodere quella macchina in modo che Mario e il suo gruppo fermino i Koopa.
23. La guerra dei colori
Bowser dipinge tutti i cittadini del Regno dei Funghi in rosso e blu mettendoli contro. Toccherà a Mario e Luigi impedire questo scontro.
24. Attila riciclato
Bowser ordina ai suoi figli di riciclare la spazzatura nel mondo reale. Questo causa una trasformazione dei cittadini in zombie. Anche Mario sarà vittima di questa trasformazione. Toccherà a Super Luigi risolvere questo problema.
25. La minaccia veneziana
Un cittadino veneziano chiede aiuto a Mario e il suo gruppo per fermare Bowser e Wendy. Wendy vuole trasformare la città veneziana in un parco acquatico. Toccherà a Mario e Luigi sconfiggere Bowser e Wendy.
26. Super Attila
Bowser prende possesso dei poteri di Super Mario diventando molto forte. Mario e Luigi si troveranno  in squadra con un capitano francese, Peach e Toad. I loro avversari saranno Bowser, Ludwig, Wendy, Lemmy e Iggy. Chi avrà la meglio?

## Sigle
- Durante la prima messa in onda su Italia 1, la sigla utilizzata era la stessa della serie precedente, cantata da Cristina D'Avena e scritta da Alessandra Valeri Manera e Massimiliano Pani.
- Nelle repliche è usata una versione strumentale della sigla d'apertura originale, senza la voce narrante. Essendo questa sigla utilizzata anche per la seria successiva, la parte finale in video viene sostituita dalla scena dell'episodio Ghiaccio Bollente di Super Mario World, dove Mario si scontra con un gruppo di Goombruni Volanti.
- Su Netflix viene usata la versione inglese con la narrazione sottotitolata in Italiano.